# South Willard
South Willard – jednostka osadnicza w Stanach Zjednoczonych, w stanie Utah, w hrabstwie Box Elder.